# Atriplex tornabenii
Atriplex tornabenii är en amarantväxtart som beskrevs av Vincenzo Tineo. Atriplex tornabenii ingår i släktet fetmållor, och familjen amarantväxter. Inga underarter finns listade i Catalogue of Life.